# Hitler: The Rise of Evil
Hitler: The Rise of Evil (2003) er en tv-film produceret af Alliance Atlantis, som udforsker Adolf Hitlers vej mod magten i årene før 2. verdenskrig. Den fokuserer mest på det forbitrede og politisk splittede samfund i Tyskland efter 1. verdenskrig, som var en del af grunden til at han kom til magten. Filmen illustrerer også hvordan Hitlers antisemitisme blev centralt i hans politik i Tyskland og hvordan det fik støtte blandt den tyske befolkning.
Tv-filmen følger Fritz Gerlich, en tysk journalist, som modsætter sig det tyske nationalsocialistiske arbejderpartis fremgang. Han er skildret som en martyr for at illustrere essensen i citatet af Edmund Burke, som er vist i begyndelsen og slutningen af filmen:
| Citat | The only thing necessary for the triumph of evil is for good men to do nothing | Citat |
|       |                                                                                |       |

Filmen blev filmet i Barrandov Studios i Prag.

## Medvirkende
- Robert Carlyle som Adolf Hitler
- Thomas Sangster som Hitler 10 år
- Simon Sullivan som Hitler 17 år
- Ian Hogg som Alois Hitler
- Stockard Channing som Klara Hitler
- Julie-Ann Hassett som Angela Hitler
- Jena Malone som Geli Raubal
- Zoe Telford som Eva Braun
- Robert Glenister som Anton Drexler
- Peter O'Toole som Paul von Hindenburg
- Matthew Modine som Fritz Gerlich
- Justin Salinger som Joseph Goebbels
- Chris Larkin som Herman Göring
- James Babsen som Rudolf Hess
- Friedrich von Thun  som Erich Ludendorff
- Peter Stormare som Ernst Röhm
- Julianna Margulies som Helene Hanfstaengl
- Liev Schreiber som Ernst Hanfstaengl